# Bruiu
Bruiu (deutsch Braller, siebenbürgisch-sächsisch Braller, ungarisch Brulya) ist eine Gemeinde im Kreis Sibiu in der Region Siebenbürgen in Rumänien.

## Geographische Lage

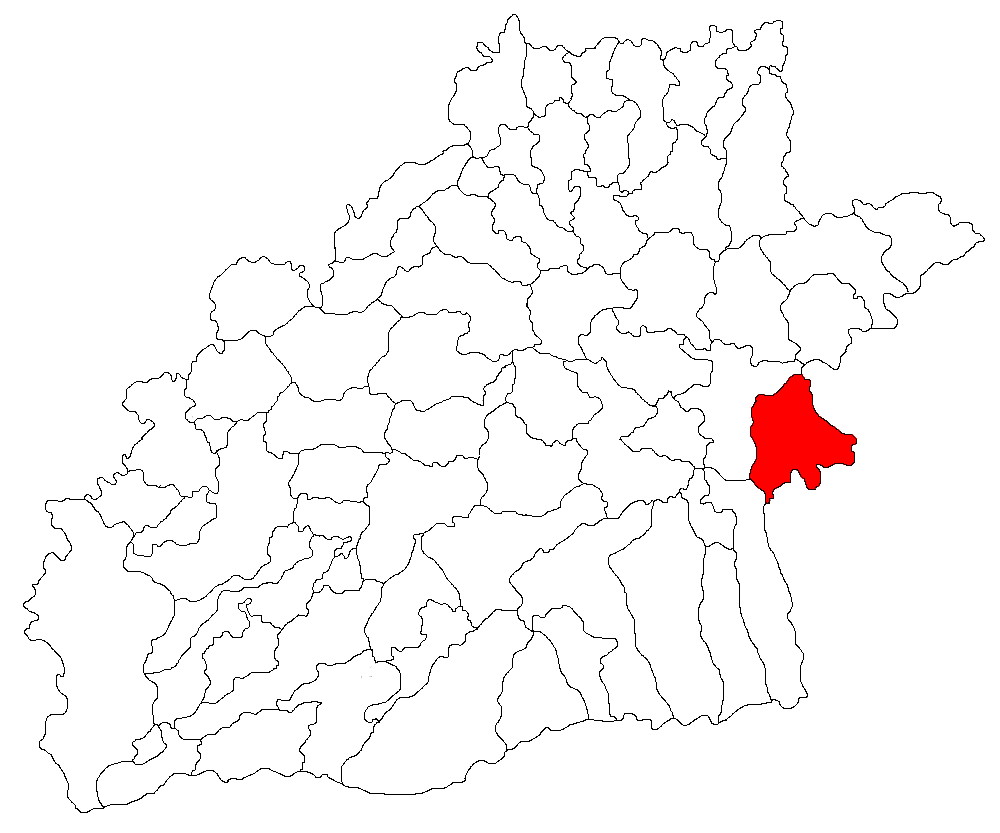
Lage der Gemeinde Bruiu im Kreis Sibiu

Die Gemeinde Bruiu liegt im Süden des Siebenbürgischen Beckens. Im Altland, östlich des Harbachtals, liegt die Gemeinde im historischen Großschenker Stuhl. An der Mündung des Veseud in den Pârâul Nou, befindet sich der Ort Bruiu im Osten des Kreises Sibiu an der Kreisstraße (drum județean) DJ 105A etwa 28 Kilometer (12,5 km Luftlinie) südlich von der Kleinstadt Agnita (Agnethlen) entfernt. Die Kreishauptstadt Sibiu (Hermannstadt) liegt etwa 60 Kilometer westlich von Bruiu entfernt.

## Geschichte
Der Ort Bruiu wurde erstmals 1307 urkundlich erwähnt. Auf dem Areal von Bruiu – bei von den Einheimischen Kammebach genannt – wurden archäologische Funde, welche in die Jungsteinzeit deuten, gemacht. Nach Angaben von K. Horedt wurden auf dem Areal des Ortes Urnengräber aus der Römerzeit gefunden. Auf dem Areal des eingemeindeten Dorfes Gherdeal (Gürteln) wurde ein archäologischer Fund der in die Bronzezeit deutet, gemacht.
Die Braller Bäuerin Anna Schuff, wurde 1744 als letzte Hexe im Schenker Stuhl erst geschwemmt (an Händen und Füßen gefesselt und in einen Teich geworfen) anschließend verbrannt.
Nach Entstehung des Groß-Kokelburger Komitat im Königreich Ungarn in der zweiten Hälfte des 19. Jahrhunderts, gehörte Braller dem Stuhlbezirk Szentágota (heute Agnita). Als 1950 der Kreis Făgăraș (Județul Făgăraș) abgeschafft wurde, wurde Bruiu dem heutigen Kreis Sibiu zugeteilt.

## Bevölkerung
Die Bevölkerung der Gemeinde entwickelte sich wie folgt:
| 1850 | 2.746 | 693   | 1  | 1.786 | 266            |
| 1900 | 2.586 | 1.026 | 7  | 1.541 | 12             |
| 1941 | 2.828 | 881   | 36 | 1.559 | 352            |
| 1966 | 2.190 | 1.083 | 25 | 1.078 | 4              |
| 1977 | 1.746 | 615   | 28 | 858   | 245            |
| 2002 | 795   | 680   | 12 | 30    | 73             |
| 2011 | 703   | 594   | 8  | 17    | 84 (Roma 65)   |
| 2021 | 671   | 402   | 6  | 11    | 252 (Roma 200) |

Seit 1850 wurde auf dem Gebiet der heutigen Gemeinde die höchste Einwohnerzahl 1941 erreicht. Die höchste Bevölkerungszahl der Rumäniendeutschen wurde 1850, die der Rumänen (1307) 1956, die der Magyaren (36) wurde 1941/1956 und die der Roma (274) wurde 1930 registriert. Des Weiteren bekannten sich sechs 1930 und je einer 1966, 1977, 2002 als Serben und 1966 drei als Ukrainer.

## Sehenswürdigkeiten
- Die evangelische Kirche in Bruiu wurde im 13. Jahrhundert erbaut und im 19. Jahrhundert erneuert. Der Altar ist ein spätgotischer doppelflügeliger Schreinaltar von 1520, auf dem Maria mit dem Jesuskind dargestellt sind.[3] Die Ringmauern mit vier Wehrtürmen wurden im 15. Jahrhundert errichten; die Kirchenburg steht unter Denkmalschutz.[7]
- Die Kirchenburg in Gherdeal Anfang des 16. Jahrhunderts errichtet, steht unter Denkmalschutz.[7]
- Die Dicke Eiche im „Märchenwald“ in Gherdeal (Gürteln).[8]
- Die Kirchenburg in Șomartin (Martinsberg) im 13. Jahrhundert errichtet, 1795 erneuert, steht unter Denkmalschutz.[7]

## Söhne und Töchter der Gemeinde
- Bernhard Ohsam (1926–2001), Journalist, Schriftsteller und Hörfunkredakteur